# Jacques Iverny

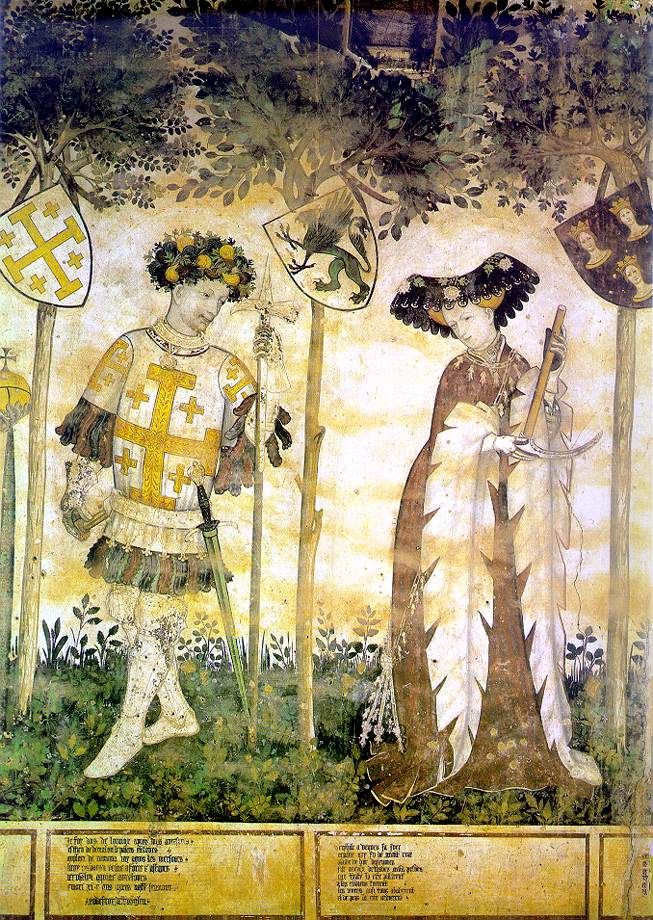
détails de la peinture hero et héroïne de Jacques Iverny

Jacques Iverny, Yverni ou Iverni (actif à partir de 1410, mort probablement en 1438) est un peintre français, originaire d'Avignon ou du centre de la France.

## Biographie
Jacques Iverny est recensé de 1410 à 1438 à Avignon. Il exécute en 1411 et 1412 la peinture de deux étendards. En 1413, il est l'auteur d'un retable (disparu depuis) pour la Cathédrale Saint-Sauveur d'Aix-en-Provence, commandé par Pierre d’Acigné, sénéchal de Provence. Il peint une sainte Geneviève pour François de Nyons, abbé de Sainte-Geneviève de Paris. En 1750, Jean-Raymond de Véras décrit cette œuvre (depuis disparue) comme comportant une signature : Jacobus Yverni me pinxit. En 1422, il travaille pour quatre verrières de la Cathédrale Notre-Dame-et-Saint-Véran de Cavaillon. En 1434, il engage un apprenti, Guillaume Barthélemy, qui sera, en 1438, promis à la veuve d’Yverni. Le triptyque signé Jacobus Yverni de [Av]inione pixcit, conservé à la Galerie Sabauda de Turin peut être daté de 1430. Il porte les blasons de la famille piémontaise des marquis de Ceva. De la même époque lui est attribué l'Annonciation conservée à la Galerie nationale d'Irlande, ainsi que les fresques du narthex de la Cathédrale Notre-Dame-des-Doms d'Avignon et une Annonciation du musée Grobet-Labadié de Marseille. On lui a parfois attribué des fresques du château de La Manta (it) (Manta, près de Saluces, au Piémont) données plutôt au Maestro del Castello della Manta.
Eileen Kane lui attribue le Retable de Thouzon.

## Œuvres
- La Vierge et l'Enfant avec St Étienne et Ste Lucie, triptyque, tempera sur panneau, 161×191 cm., Galerie Sabauda, Turin
- L'Annonciation, tempera sur panneau, 151×193 cm., Galerie nationale d'Irlande, Dublin
- Le Baptême du Christ, fresque, Cathédrale Notre-Dame-des-Doms, Avignon

### La Vierge et l'Enfant avec St Étienne et Ste Lucie
Le triptyque, à la tempera et à l'or, représente une Vierge allaitante (Madonna lactans) qui allaite l'enfant Jésus. La Vierge assise sur un trône surmonté d'anges, tient l'enfant allaité par les jambes, le bébé touche le sein droit de la mère en l'amenant à sa bouche. La Madone est accompagnée de deux martyrs : à sa gauche Sainte Lucie, qui porte deux yeux dans un bassin et à sa droite Saint Étienne, avec une pierre sur la tête, symbole de sa lapidation. Il s'agit d'un triptyque à deux registres : le registre supérieur, beaucoup plus grand, comporte les trois panneaux, le registre inférieur, le scabellon montre, dans la partie centrale, la sortie du tombeau du Christ, entouré de Saint Pierre et de Saint Paul.

### L'Annonciation
À gauche, les donateurs : un chanoine vêtu d'un surplis et d'une l’aumusse, présenté par Saint Étienne et une veuve en deuil. L'ange de l'annonciation se trouve sous Dieu le Père, représenté dans un cercle de nuages noirs, d'où émanent vers la figure de Marie la colombe du Saint-Esprit et une minuscule figure de l'Enfant Christ. Un vase contenant un lys blanc, symbole de sa virginité et de sa pureté spirituelle, est situé au centre de la composition. Marie, à droite, sous un dais, incline la tête en signe d'acceptation et désigne les mots : Magnifiat anima mea Dominium inscrits sur les pages de son livre.